# Lea Lexis
Lea Lexis (Constanza, Rumanía; 18 de febrero de 1988) es una actriz pornográfica rumana.

## Biografía
Lea Lexis, nombre artístico de Laura Stan, nació en la ciudad portuaria de Constanza, en Rumanía, en febrero de 1988. No se conoce mucho de su vida antes de 2007, cuando con 19 años decide entrar en la industria pornográfica.
Ha aparecido en diversas películas de Brazzers, 21Sextury, Evil Angel, Penthouse, Vivid, Elegant Angel, Jules Jordan Video, Girlfriends Films, Marc Dorcel, Digital Sin, Red Light District o Private. Muchas de sus escenas son de sexo anal.
En 2011 estuvo nominada en los Premios AVN a la Artista femenina extranjera del año. En 2016, en los mismos, se alzó junto a su compañero Tommy Pistol con el premio a la Mejor escena escandalosa de sexo por la escena "Nightmare for the Dairy Council" en la película Analmals.
Ha rodado más de 790 películas como actriz.
Otras de sus películas destacables son las parodias porno Pee-Wee's XXX Adventure y Tomb Raider XXX, así como Alien Ass Party, All Star MILFs, Dark Meat 7, La Femme Lovers o Movement.

## Premios y nominaciones
| Año  | Ceremonia    | Resultado | Premio                                                 | Trabajo                                               |
| ---- | ------------ | --------- | ------------------------------------------------------ | ----------------------------------------------------- |
| 2011 | Premios AVN  | Nominada  | Artista femenina extranjera del año                    | —                                                     |
| 2013 | Premios AVN  | Nominada  | Mejor actriz de reparto                                | Voracious                                             |
| 2013 | Premios AVN  | Nominada  | Mejor escena de trío M-H-M                             | Voracious                                             |
| 2013 | Premios AVN  | Nominada  | Mejor Tease Performance                                | Sexual Gymnastics                                     |
| 2013 | Premios AVN  | Nominada  | Mejor escena de sexo en producción extranjera          | In Anal Sluts We Trust 4                              |
| 2013 | Premios AVN  | Nominada  | Mejor guion en película                                | The First Season                                      |
| 2013 | Premios XRCO | Nominada  | Unsung Siren of the Year                               | —                                                     |
| 2014 | Premios AVN  | Nominada  | Mejor escena de doble penetración                      | Top Bottoms                                           |
| 2014 | Premios AVN  | Nominada  | Mejor escena de masturbación                           | Ass Wide Open 2                                       |
| 2014 | Premios AVN  | Nominada  | Mejor escena de sexo lésbico en grupo                  | Belladonna: No Warning 8                              |
| 2015 | Premios AVN  | Nominada  | Mejor escena de doble penetración                      | Dark Meat 6                                           |
| 2015 | Premios AVN  | Nominada  | Mejor escena escandalosa de sexo                       | Voracious: Season Two, Volume Four                    |
| 2015 | Premios AVN  | Nominada  | Mejor escena de sexo lésbico                           | Voracious: Season Two, Volume Four                    |
| 2015 | Premios AVN  | Nominada  | Mejor guion en película                                | Voracious: Season 2                                   |
| 2015 | Premios AVN  | Nominada  | Mejor maquillaje y peluquería                          | Voracious: Season 2                                   |
| 2015 | Premios AVN  | Nominada  | Premio fan: Actriz más estrafalaria                    | —                                                     |
| 2015 | Premios AVN  | Nominada  | Premio fan: Mejor culo                                 | —                                                     |
| 2016 | Premios AVN  | Ganadora  | Mejor escena escandalosa de sexo                       | Analmals                                              |
| 2016 | Premios AVN  | Nominada  | Premio fan: Mejor culo                                 | —                                                     |
| 2016 | Premios XBIZ | Nominada  | Mejor escena de sexo en película lésbica               | Spontaneass 2                                         |
| 2017 | Premios AVN  | Nominada  | Mejor actuación solo/tease                             | Fucking Flexible                                      |
| 2017 | Premios AVN  | Nominada  | Mejor escena de sexo chico/chica                       | Fucking Flexible                                      |
| 2017 | Premios AVN  | Nominada  | Mejor maquillaje y peluquería                          | Beauty and The Beast XXX: An Erotic Fairy Tale Parody |
| 2017 | Premios XBIZ | Nominada  | Mejor escena de sexo en película de parejas o temática | Red Light                                             |
| 2018 | Premios XBIZ | Nominada  | Mejor escena de sexo en película lésbica               | Confessions of a Sinful Nun                           |